# Borovice (rybník)
Rybník Borovice je rybník o rozloze vodní plochy 4,41 ha nalézající se na říčce Zábrdka na východním okraji obce Borovice, místní části obce Mukařov v okrese Mladá Boleslav u silnice III. třídy č. 26819 spojující Borovici s obcí Jivina. 
Rybník je nyní využíván pro chov ryb. V roce 2018 probíhala jeho revitalizace a odbahnění.

## Galerie

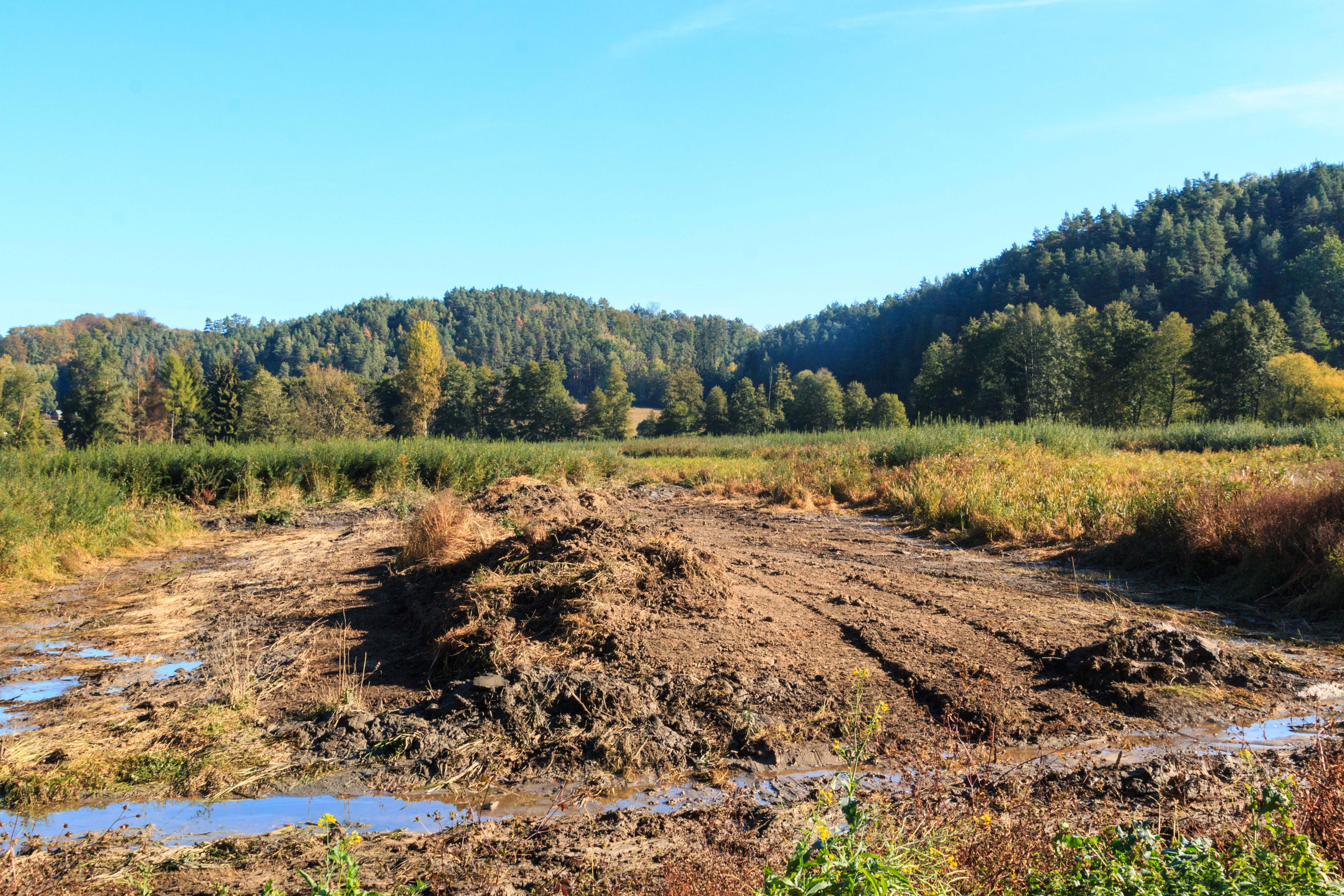
pohled na rybník Borovice u Mukařova
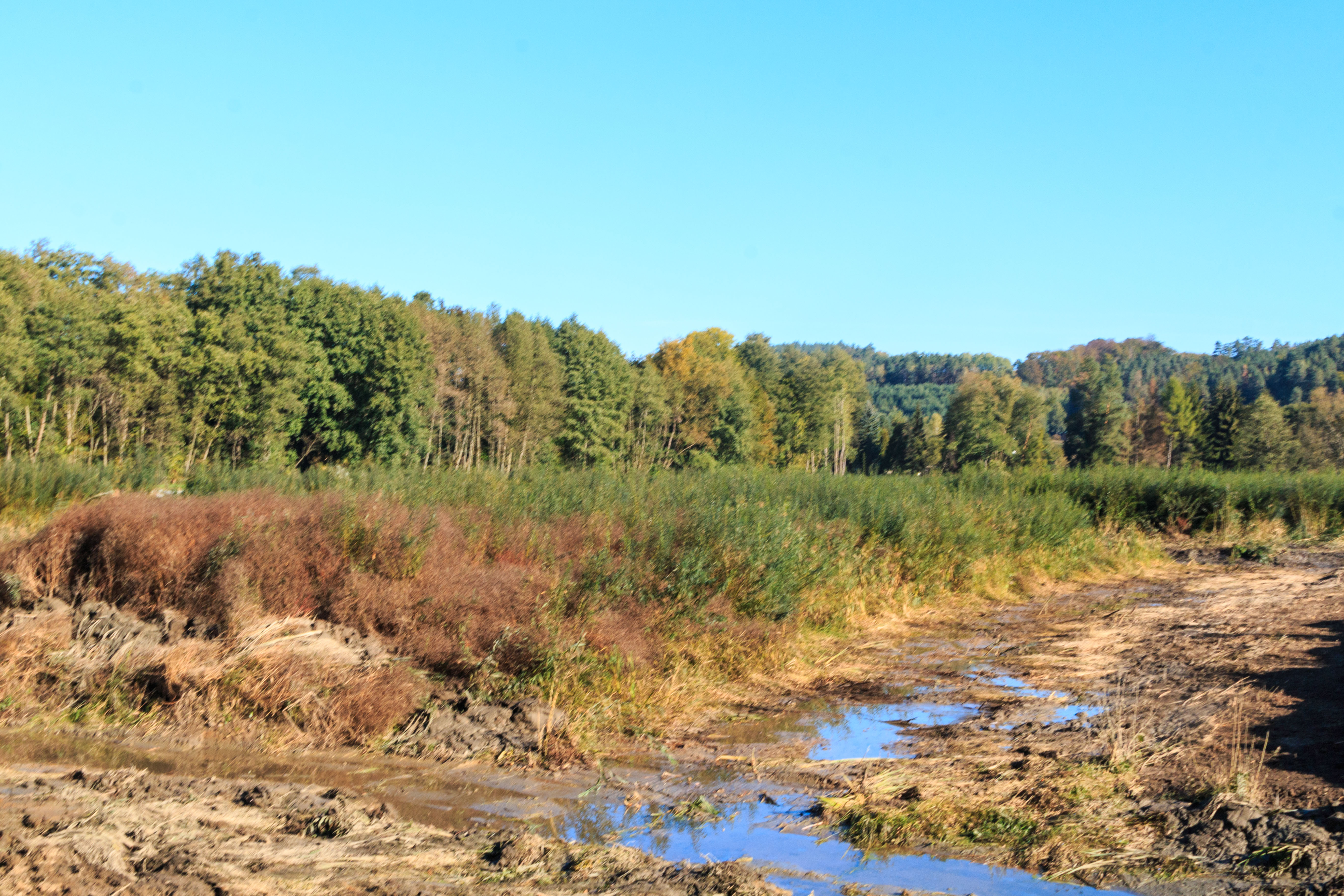
pohled na rybník Borovice u Mukařova
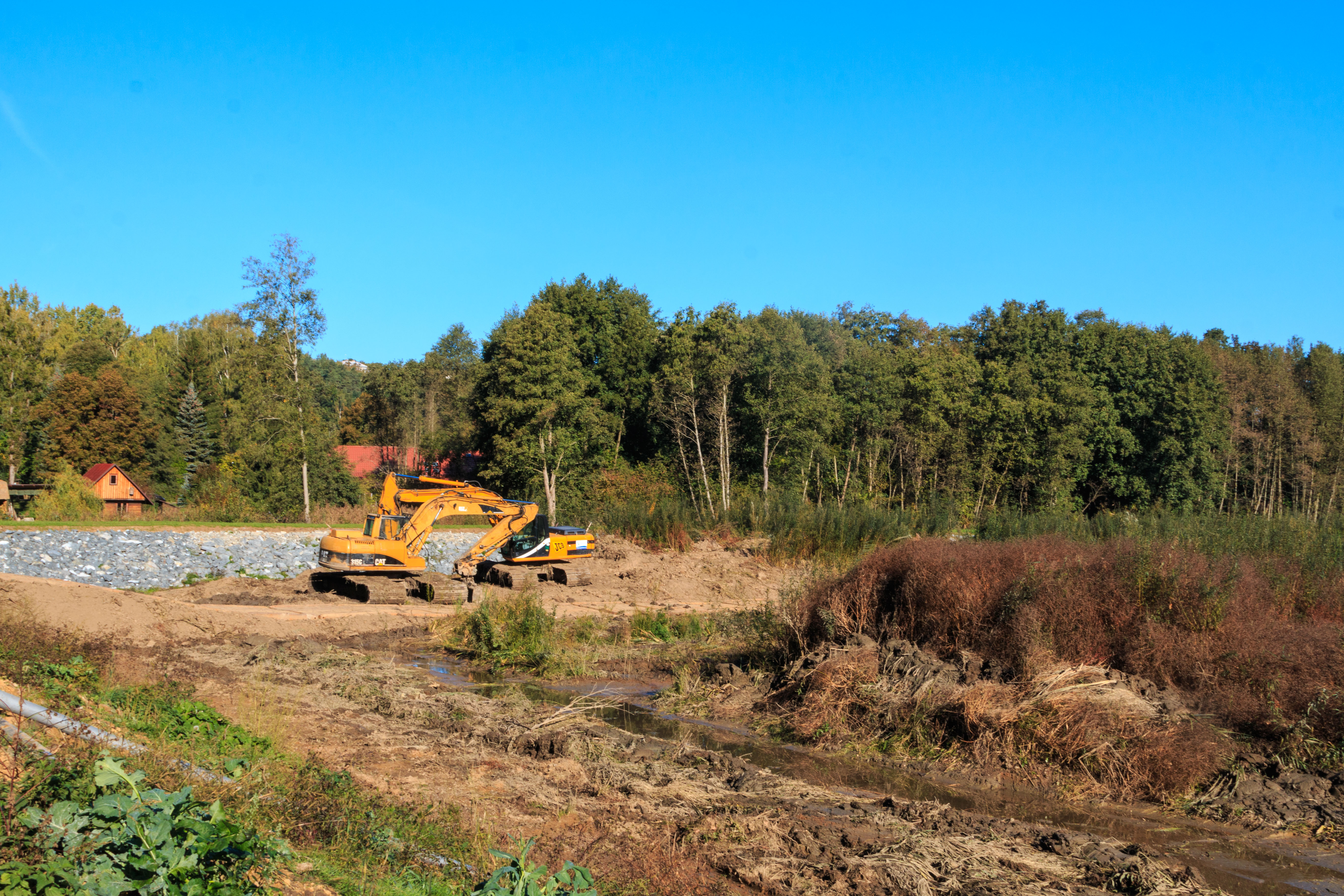
pohled na rybník Borovice u Mukařova
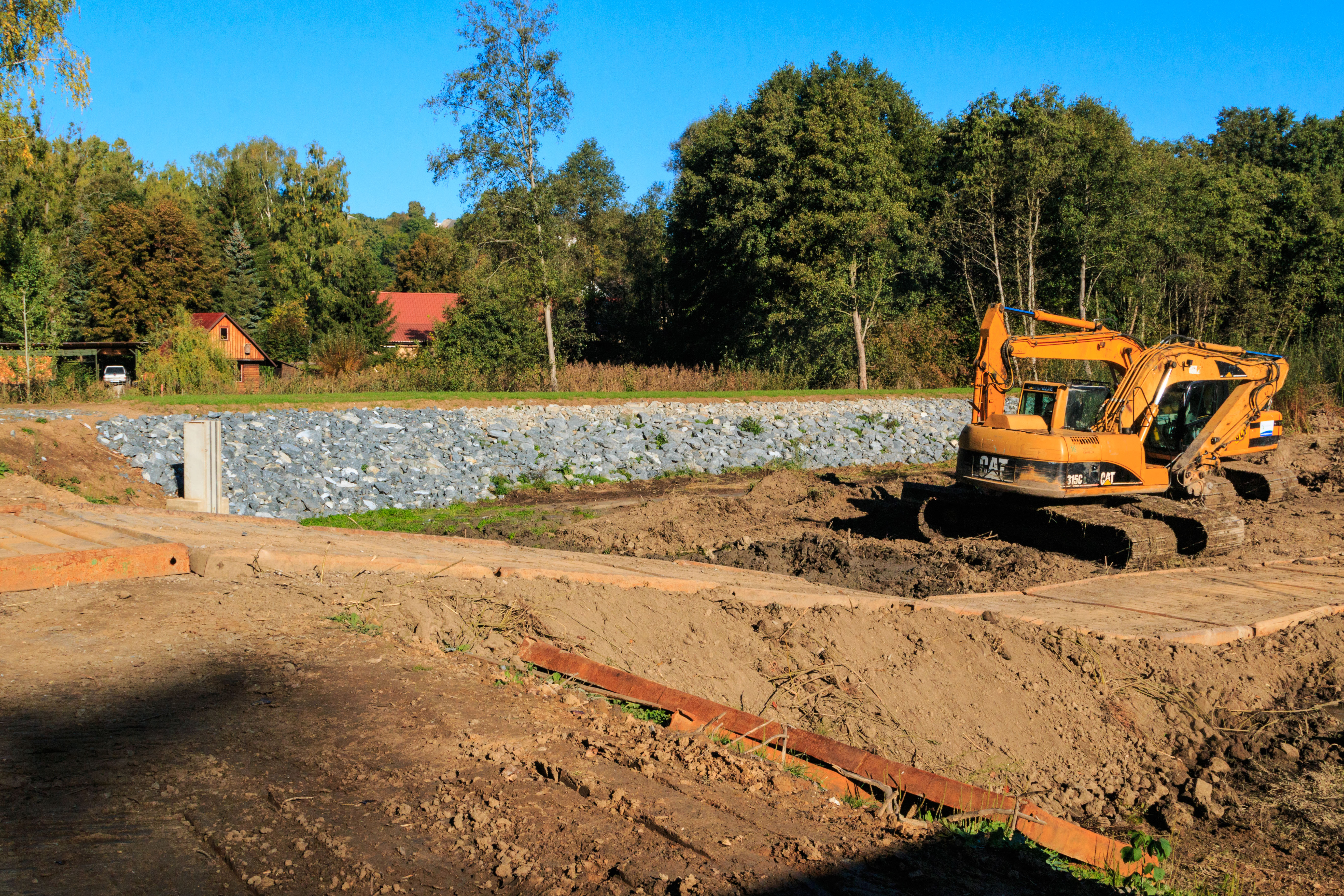
pohled na rybník Borovice u Mukařova